# Oliver North
Oliver Laurence North (7 de outubro de 1943, San Antonio) é um ex-coronel dos fuzileiros navais dos Estados Unidos e veterano da Guerra do Vietname. Actualmente é um comentador político republicano, apresentador de televisão, historiador militar e autor de livros.
North foi membro do Conselho de Segurança Nacional nos anos 80 e ficou notório pela sua participação no Caso Irão-Contras. O escândalo envolvia ajuda clandestina na forma de venda de armas à República Islâmica do Irão, para tentar conseguir a liberdade dos reféns americanos no Líbano. Oliver North também formulou uma segunda parte do plano, que envolvia a venda de armas em apoio aos rebeldes Contras na Nicarágua (em violação da chamada "Emenda Boland", uma lei passada no Congresso que impedia o governo americano de intervir de qualquer forma no país). Mais tarde, passou a escrever livros e contribuir com aparições na rede de televisão conservadora Fox News, onde chegou a ter um programa próprio.